# An Spidéal
An Spidéal (Engels:Spiddal) is een dorp in het Ierse graafschap Galway. Het ligt aan de Baai van Galway. Het dorp heeft ongeveer 1356 inwoners.
An Spidéal is een dorp in de Gaeltacht.